# Anisodes interpolis
Anisodes interpolis là một loài bướm đêm trong họ Geometridae.